# Styrbjörn el Fuerte
Styrbjörn el Fuerte (en nórdico antiguo Styrbjörn Sterki) (m. 986) fue, según las sagas nórdicas, un caudillo vikingo hijo del rey Olof Björnsson, sobrino y pretendiente al trono de Erico el Victorioso, quien derrotó y mató a Styrbjörn en la Batalla de Fýrisvellir por la sucesión a la corona de Suecia. Como en muchas otras figuras que aparecen en las sagas, la existencia de Styrbjörn ha sido discutida pero, no obstante, se le menciona abundantemente en la poesía escáldica como parte implicada en la batalla, jefe de los míticos mercenarios Jomsvikings. Según la leyenda su nombre original era Björn.

## Narraciones en prosa
Se supone que hubo un tiempo en que existió una saga completa dedicada a Styrbjörn el Fuerte, pero la mayoría de las citas corresponden a la historia corta o þáttr, Styrbjarnar þáttr Svíakappa. Parte de su historia se recitan en la saga Eyrbyggja, Gesta Danorum de Saxo Grammaticus (libro 10), saga Knýtlinga y la saga Hervarar. También aparece en bastantes ocasiones en la Heimskringla y la Yngvars saga víðförla, donde a Ingvar el Viajero se le compara con su pariente Styrbjörn. Oddr Snorrason asimismo le cita en Óláfs saga Tryggvasonar (c. 1190), incidiendo en que Styrbjörn fue derrotado con magia. Más recientemente, se le ha presentado como héroe de una novela llamada Styrbiorn el Fuerte del autor inglés Eric Rücker Eddison (1926), y aparece en The Long Ships, de Frans G Bengtsson.

## Poesía contemporánea
La poesía sobre Styrbjörn se encuentra en Styrbjarnar þáttr Svíakappa, donde el siguiente lausavísur de alrededor de 985 menciona a Styrbjörn::
Eigi vildu Jótar
reiða gjald til skeiða,
áðr Styrbjarnar stœði
Strandar dýr á landi ;
nú's Danmarkar dróttinn
í drengja lið genginn ;
landa vanr ok lýða
lifir ánauðr hann auðar.
El escaldo Þórvaldr Hjaltason describe la batalla de Fýrisvellir en dos pares de lausavísur:
| Farið til Fýrisvallar, folka tungls, hverr's hungrar, vörðr, at virkis garði vestr kveldriðu hesta ; þar hefr hreggdrauga höggvit (hóllaust es þat) sólar elfar skíðs fyr ulfa Eiríkr í dyn geira. |

| Ilt varð ölna fjalla örkveðjöndum beðjar til Svíþjóðar síðan sveim víkinga heiman ; þat eitt lifir þeira, þeir höfðu lið fleira, (gótt vas) hers (at henda) hundmargs, es rann undan. |

En el segundo verso de "Hundmargs" ("de una miríada") se le ha interpretado y comparado con "Hundings", refiriéndose a un jefe de Jomsviking llamado Hunding, pero como no existe otro registro de esa figura histórica, el argumento que aprueba la existencia de Styrbjörn está presuntamente respaldado con otros poemas contemporáneos.

## Styrbjarnar þáttr Svíakappa
Styrbjarnar þáttr Svíakappa (El relato de Styrbjörn, el campeón de Suecia), conservado en el Flateyjarbók, es la fuente primaria que contiene más y abundante material sobre Styrbjörn.
Según el relato, Styrbjörn, llamado Björn, era hijo de Olof, un hermano de Erico el Victorioso, quien murió envenenado cuando Björn era todavía un muchacho. Cuando cumplió 12 años, solicitó a tu tío Erico sus derechos de nacimiento, pero le negó ese derecho hasta que no cumpliese los 16 años. Un día se vio involucrado en una reyerta y mató a un cortesano, quien le golpeó en la nariz con un cuerno para la bebida.
Cuando cumplió los 16 años, el Thing decidió que no era adecuado para ser rey, y en su lugar fue asignado un hombre de más baja casta. Su tío Erico no le quería bajo el mismo techo por su natural carácter violento y las continuas quejas de los granjeros libres, por lo que le cedió 60 drakkares bien equipados y el frustrado muchacho tomó a su hermana Gunnhild y se marchó. Erico le llamó «Styrbjörn», añadiendo "Styr-" por su naturaleza rebelde y agresiva.
Devastó las costas del mar Báltico y cuando cumplió los 20 años, llegó a la fortaleza de Jomsborg y se convirtió en caudillo de los Jomsvikings. Después de algún tiempo se alió con Harald Blåtand, que casó con su hermana Gunnhild Olafsdotter. Styrbjörn esposó a su vez a la hija del rey Harald, Tyra, quien fue concedida por conquistar Jomsborg. Harald aumentó su poder con más guerreros y Styrbjörn comenzó a plantearse tomar el trono de Suecia; navegó con una gran flota de unas 200 naves danesas que se sumaban a sus propios Jomsvikings. Cuando llegaron a Föret (en nórdico antiguo Fyris) en Uppland, quemó los barcos para forzar a sus hombres a luchar hasta el final, pero las fuerzas danesas cambiaron su punto de vista con tal acción y decidieron regresar a Dinamarca. Styrbjörn marchó solo con sus mercenarios de Jomsvikings hacia Gamla Uppsala. Su tío estaba preparado y había enviado misivas para obtener refuerzos de todos los rincones del reino.
Styrbjörn sacrificó en honor a Thor por el triunfo, pero Erico el Victorioso sacrifica a su vez a Odín y promete que en diez años entregará su vida al dios si vence. El día del enfrentamiento entre los ejércitos de ambos contendientes, Þorgnýr el lagman había creado una ingeniosa máquina de guerra atando caballos y vacas juntos con lanzas y picas. El artilugio crea confusión y estragos entre los Jomsvikings, y tras tres días de batalla Erico arroja su lanza sobre los daneses al grito de Os entrego a todos a Odín, y un desprendimiento de tierras y una lluvia de las flechas del mismo Odín aniquilan a Styrbjörn y a sus hombres.

## Saga Eyrbyggja
En la saga Eyrbyggja aparece un comentario corto de la carrera de Styrbjörn relacionado con uno de sus protagonistas:

Pero cuando Biorn vino desde el mar, se dirigió al sur de Dinamarca, y desde allí más al sur a Jomsburg, y en aquellos días era Palnatoke capitán de los vikingos de Jomsburg. Así fue como Biorn convino con ellos, y fue aclamado como campeón. Él estaba en Jomsburg cuando Styrbiorn el Fuerte ganó, y fue a Suecia cuando Jomsburg le ofreció ayuda a Styrbiorn, y estaba además presente en la batalla de Fyrisfield donde cayó Styrbiorn y se refugiaron en los bosques con los otros vikingos de Jomsburg. Y mientras Palnatoke estaba vivo Biorn estuvo con él, y fue considerado el mejor de los hombres y el más bravo en todos los actos que definen a un hombre.

## Saga Hervarar
La saga Hervarar reduce a un corto comentario la participación Styrbjörn y la batalla contra su tío Erico:

Olaf era el padre de Styrbjörn el Fuerte. En aquellos días el rey Harald I de Noruega murió. Styrbjörn luchó contra el rey Erico, hermano de su padre, en Fyrisvellir, y allí cayó Styrbjörn. entonces Erico gobernó Suecia hasta el día de su muerte.

## Saga Knýtlinga
La saga Knýtlinga cita que Styrbjörn era hijo del rey sueco Olof II Björnsson. Cuando Harald Blåtand reinaba en Dinamarca, Styrbjörn estaba en guerra en oriente (í hernaði í Austrveg), entonces llegó a Dinamarca tomando a Harald cautivo. Harald dio a su hija Tyra Haraldsdatter a Styrbjörn y se unió a su expedición hacia Suecia. A la llegada, Styrbjörn prendió fuego a su flota, pero cuando Harald vio que Styrbjörn ya no tenía naves propias, partió de regreso desde Mälaren (Löginn) a Dinamarca. Styrbjörn luchó contra su tío Erico en Fyrisvellir y cayó allí con muchos de sus hombres. Algunos de sus vikingos escaparon y entre los Suecos llamaron a la persecución "Fyriselta", la persecución del Fyris.

## Gesta Danorum
El cronista danés Saxo Grammaticus cita una versión pro-danesa en Gesta Danorum (libro 10). Según él, Styrbjörn era hijo del rey sueco Björn III de Suecia. Styrbjörn tenía un tío Olof II Björnsson, a quien su hijo Erico de Suecia había usurpado el trono que pertenecía a Styrbjörn. Styrbjörn solicitó ayuda a Harald I de Dinamarca, llevando consigo a su hermana Gyrid. Harald decidió aceptar la amistad de Styrbjörn y el dio a su hermana Gyrithe como esposa. Harald conquistó la tierra de los eslavos y tomó la fortaleza de Jomsborg, que dio a Styrbjörn para comandar un gran ejército. Styrbjörn y sus fuerzas de Jomsvikings dominaron los mares, obteniendo muchas victorias, y fueron más beneficiosos para Dinamarca que cualquier otra fuerza armada sobre la tierra. Entre sus guerreros estaban Bue, Ulf, Karlsevne y Sigvaldi.
Styrbjörn quería venganza y solicitó ayuda a Harald para recuperar el trono de Suecia. Harald quiso ayudarle hasta el final y navegó hacia Halland, pero fue informado que el emperador germano Otón III atacó Jutlandia, y Harald estaba más interesado en defender su país que atacar a otro. Cuando Harald expulsó a los germanos, Styrbjörn ya había partido con sus fuerzas hacia Suecia, donde pereció.

## Posibles descendientes
Algunas fuentes mencionan a Styrbjörn y Tyra como padres de Thorkel Sprakalegg, y que este Thorkel era el padre de Gytha Thorkelsdóttir quien se casó con Godwin de Wessex y fue madre de Haroldo II de Inglaterra. No se sabe a ciencia cierta sobre que base surge esta referencia histórica. La única fuente contemporánea que cita la paternidad de Thorkel, pertenece a Florence de Worcester, quien cita como padre de Sprakalegg a 'Urso' (una palabra latina que define al oso) que sería igual a Bjorn. El nombre Bjorn era ampliamente usado entre los vikingos, y por lo tanto la identificación entre Urso y Styrbjorn el Fuerte era más obra de pensadores deseosos de vincular probabilidades que una clara referencia histórica.